# Napier (métro de Singapour)
Pour les articles homonymes, voir Napier.
Napier est une station de métro à Singapour. Située sur la Thomson–East Coast line du métro de Singapour entre Stevens et Orchard Boulevard, elle est ouverte depuis le 13 novembre 2022.